# اپی‌فیز
قسمت گرد استخوان‌های بلند را سر استخوان یا اپی‌فیز (epiphysis) می‌گویند. این قسمت معمولاً با استخوان‌های مجاور مفصل می‌شود.
استخوان‌های بلند از سه قسمت تشکیل شده‌اند. قسمت وسط که بسیار محکم است را تنه استخوان (دیافیز) می‌نامند. دو سر استخوان که قدری بزرگتر و برجسته‌تر است را سر استخوان می‌گویند. بین سر و تنه قسمتی از استخوان قرار گرفته که از جنس استخوان اسفنجی است و به آن پهنه استخوان (متافیز) می‌گویند.
سر استخوان در اوایل زندگی یعنی در سنین رشد توسط غضروف از استخوان دراز جدا است، اما پس از اتمام رشد، بخشی از استخوان دراز می‌شود. رشد طولی استخوان در همین مفصل غضروفی انجام می‌شود.
استخوان بافتی زنده است و رشد می‌کند. رشد طولی استخوان از طریق صفحات غضروفی است که نزدیک به دو انتهای آن است. این صفحات غضروفی را سر استخوان می‌نامند. فعالیت صفحات رشد تا پایان زمان بلوغ ادامه میابد. بعد از پایان بلوغ این صفحات تبدیل به استخوان می‌شوند و فعالیتشان پایان میابد.